# Bruchidius wuermlii
Bruchidius wuermlii is een keversoort uit de familie bladkevers (Chrysomelidae). De wetenschappelijke naam van de soort werd in 1977 gepubliceerd door Decelle.